# Атлетика на Летњим олимпијским играма 2012 — бацање кугле за мушкарце
Дисциплина бацање кугле за мушкарце, је била, једна од 47 дисциплина атлетског програма на Летњим олимпијским играма 2012. у Лондону, Уједињено Краљевство. Такмичење је одржано 3. августа на Олимпијском стадиону.

## Учесници
Учествовало је 40 бацача кугле из 33 земље. Од тога 26 бацача из 19 земаља пребацило је А квалификациону норму од 20,50 метара, а Б норму, која је износила 20,00 метара, 12 бацача из исто толико земаља. Специјалне позивнице у овој дисциплини добили су представници Албаније и Самое. За такмичење се пласирао и представник Молдавије Иван Емилијанов који је у међувремену суспендован због коришћења недозвољених средстава.
| #  | Бр. | Земља                     | Такмичари                               |
| -- | --- | ------------------------- | --------------------------------------- |
| 1  | 2   | Канада                    | Дилан Армстронг Џастин Род              |
| 2  | 3   | Русија                    | Максим Сидоров Сослан Цирихов           |
| 3  | 3   | Сједињене Америчке Државе | Рис Хофа Рајан Витинг Кристијан Кантвел |
| 4  | 2   | Белорусија                | Андреј Михневич Павел Лижин             |
| 5  | 2   | Немачка                   | Ралф Бартелс Давид Шторл                |
| 6  | 1   | Јамајка                   | Доријан Скот                            |
| 7  | 1   | Аустралија                | Дејл Стивенсон                          |
| 8  | 1   | Босна и Херцеговина       | Кемал Месић                             |
| 9  | 1   | Хрватска                  | Неџад Мулабеговић                       |
| 10 | 1   | Куба                      | Карлос Велиз                            |
| 11 | 1   | Чешка                     | Антоњин Жалски                          |
| 12 | 1   | Индија                    | Ом Пракаш Синг                          |
| 13 | 1   | Летонија                  | Марис Уртанс                            |
| 14 | 1   | Холандија                 | Рутгер Смит                             |
| 15 | 1   | Пољска                    | Томаш Мајевски                          |
| 16 | 1   | Португалија               | Марко Фортез                            |
| 17 | 1   | Србија                    | Асмир Колашинац                         |
| 18 | 1   | Кинески Тајпеј            | Чанг Минг Хванг                         |
| 19 | 1   | Украјина                  | Андриј Семенов                          |

| #  | Бр. | Земља                | Такмичари             |
| -- | --- | -------------------- | --------------------- |
| 20 | 1   | Аргентина            | Герман Лауро          |
| 21 | 1   | Бугарска             | Георги Иванов         |
| 22 | 1   | Данска               | Ким Кристенсен        |
| 23 | 1   | Естонија             | Рајго Томпу           |
| 24 | 1   | Уједињено Краљевство | Карл Мајерско         |
| 25 | 1   | Грчка                | Михалис Стаматојанис  |
| 26 | 1   | Мађарска             | Лајош Кирти           |
| 27 | 1   | Мексико              | Стивен Саенз          |
| 28 | 1   | Иран                 | Амин Никфар           |
| 29 | 1   | Исланд               | Один Бјерн Торстенсон |
| 30 | 1   | Шпанија              | Борха Вивас           |
| 31 | 1   | Турска               | Хусејин Атиџи         |

| #  | Бр. | Земља    | Такмичари        |
| -- | --- | -------- | ---------------- |
| 32 | 1   | Албанија | Адријатик Хоџа   |
| 33 | 1   | Самоа    | Емануеле Фуамату |

## Систем такмичења
Такмичења у овој дисциплини су одржана у два нивоа. Први ниво су квалификације у којима су учествовали сви такмичари подељени у две квалификационе групе. Сваки такмичар је са три бацања покушао да постигне квалификациону норму. Такмичари који су пребацили задату норму аутоматски су се квалификовали за финале. Ако је мање од 12 такмичара пребацило норму онда ће се та разлика попунити са онима који су постигли резултате најближе квалификационој норми. Квалификације и финале се одржавају истог дана.

## Кратак преглед такмичења
Квалификације у бацању кугле биле су прво атлетско такмичење на Олимпијским играма. Међу учесницима су била два светска првака: бивши Рис Хофа (2007), и актуелни Давид Штрол (2011); и бранилац титуле са прошлих Игара (2008) Томаш Мајевски, који су били и највећи фаворити за медаље. Сва тројица су се аутоматски пласирала у финале пребацивши квалификациону норму од 20,65 метара у првом покушају. Поред њих норму су у трећем покушају пребацили и Рајан Вајтинг и Аргентинац Херман Лауро који је поставио нови национални рекорд.
У финалу тројица фаворита су у првом покушају заузели прва три места. Најбољи је био Штрол који је у другом покушају поправио резултат за још 2 цм. Лауро је у другом покушају додао додатних 7 цм на национални рекорд постигнут у квалификацијама и још 2 цм у трећем, али на крају то је било довољно само за шесто место. Мајевски је у трећем покушају преузео вођство, а у шестом потврђује прво место најбољим својим резултатом сезоне 21,89 метара. Други је био Штрол, а трећи Хофа.
Овом победом Мајевски је постао први неамерички атлетичар који је на олимпијским играма одбранио освојену титулу у бацању кугле. Поред њега то су успели Ралф Роуз 1904. и 1908. а Пери О'Брајен 1952. и 1956. године.

## Рекорди пре почетка такмичења
(3. август 2012)
| Светски рекорд          | 23,12 | Ренди Барнс  | Сједињене Државе | Лос Анђелес, САД   | 20. мај 1990.       |
| Олимпијски рекорд       | 22,47 | Улф Тимерман | Источна Немачка  | Сеул, Јужна Кореја | 23. септембар 1988. |
| Најбољи резултат сезоне | 22,00 | Рис Хофа     | Сједињене Државе | Јуџин, САД         | 24. јун 2012        |

### Најбољи резултати у 2012. години
Десет најбољих бацача кугле 2012. године пре првенства (15. јула 2012), имали су следећи пласман.
| 1.  | Кристијан Кантвел Сједињене Државе | 22,31 | 7. јул    |
| 2.  | Рис Хофа Сједињене Државе          | 22,00 | 24. јун   |
| 3.  | Рајан Вајтинг Сједињене Државе     | 21,66 | 24. јун   |
| 4.  | Томаш Мајевски Пољска              | 21,60 | 7. јун    |
| 5.  | Давид Шторл Немачка                | 21,58 | 29. јун   |
| 6.  | Адам Нелсон Сједињене Државе       | 21,54 | 14. април |
| 7.  | Максим Сидоров Русија              | 21,51 | 4. јул    |
| 8   | Дилан Армстронг Канада             | 21,50 | 2. јун    |
| 9.  | Курт Робертс Сједињене Државе      | 21,14 | 19. мај   |
| 10. | Џастин Род Канада                  | 21,11 | 18. април |
|     |                                    |       |           |
| 14  | Асмир Колашинац Србија             | 20,85 | 21. јул   |

Такмичари чија су имена подебљана учествују на ЛОИ.

## Сатница
| Сатум                 | Време       | Ниво                 |
| --------------------- | ----------- | -------------------- |
| Петак, 3. август 2012 | 10:00 20:30 | Квалификације Финале |

## Освајачи медаља
|                         |                       |                                      |
| Томаш Мајевски · Пољска | Давид Шторл · Немачка | Рис Хофа · Сједињене Америчке Државе |

## Резултати

### Квалификације
Квалификациона норнма за улазак у финале је 20,65 метара. Норму су пребацила петоица такмичара (КВ), а седморица су се пласирала према постигнутом резултату.(кв)
| Место | Група | Атлетичар             | Земља                     | ЛР    | РС    |  | #1    | #2    | #3    | Резул.       | Бел.         |
| ----- | ----- | --------------------- | ------------------------- | ----- | ----- |  | ----- | ----- | ----- | ------------ | ------------ |
| 1.    | Б     | Рис Хофа              | Сједињене Америчке Државе | 22,43 | 22,00 |  | 21,36 |       |       | 21,36        | КВ           |
| 2.    | А     | Давид Шторл           | Немачка                   | 21,88 | 21,88 |  | 21,15 |       |       | 21,15        | КВ           |
| 3.    | А     | Томаш Мајевски        | Пољска                    | 21,95 | 21,72 |  | 21,03 |       |       | 21,03        | КВ           |
| 4.    | Б     | Рајан Вајтинг         | Сједињене Америчке Државе | 22,00 | 22,00 |  | 20,29 | 20,25 | 20,78 | 20,78        | КВ           |
| 5.    | А     | Херман Лауро          | Аргентина                 | 20,43 | 20,43 |  | 20,10 | x     | 20,75 | 20,75        | КВ НР        |
| 6.    | А     | Павел Лижин           | Белорусија                | 21,21 | 20,48 |  | 19,85 | 20,10 | 20,57 | 20,57        | кв ЛРС       |
| 7.    | Б     | Дилан Армстронг       | Канада                    | 22,21 | 21,50 |  | 19,99 | x     | 20,49 | 20,49        | кв           |
| 8.    | Б     | Асмир Колашинац       | Србија                    | 20,85 | 20,85 |  | 20,44 |       |       | 20,44        | кв           |
| 9.    | А     | Кристијан Кантвел     | Сједињене Америчке Државе | 22,54 | 22,31 |  | 20,41 | 20,30 | 19,88 | 20,41        | кв           |
| 10.   | А     | Максим Сидоров        | Русија                    | 21,51 | 21,51 |  | х     | 19,59 | 20,40 | 20,40        | кв           |
| 11.   | А     | Доријан Скот          | Јамајка                   | 21,45 | 20,72 |  | 20,18 | 20,30 | 20,31 | 20,31        | кв           |
| 12.   | Б     | Чанг Минг Хванг       | Кинески Тајпеј            | 20,58 | 20,25 |  | 19,14 | x     | 20,25 | 20,25        | кв =ЛРС      |
| 13.   | А     | Сослан Цирихов        | Русија                    | 20,76 | 20,41 |  | 19,25 | 19,78 | 20,17 | 20,17        |              |
| 14.   | А     | Рутгер Смит           | Холандија                 | 21,62 | 20,56 |  | 20,08 | x     | 19,55 | 20,08        |              |
| 15.   | А     | Марко Фортез          | Португалија               | 21,02 | 21,02 |  | 19,59 | 20,06 | 19,50 | 20,06        |              |
| 16.   | Б     | Ралф Бартелс          | Немачка                   | 21,44 | 20,30 |  | x     | 20,00 | 19,89 | 20,00        |              |
| 17.   | Б     | Андреј Михневич       | Белорусија                | 22,10 | 20,90 |  | 19,81 | 19,55 | 19,89 | 19,89        |              |
| 18.   | Б     | Неџад Мулабеговић     | Хрватска                  | 20,66 | 20,66 |  | 19,18 | 19,86 | 19,72 | 19,86        |              |
| 19.   | Б     | Ом Пракаш Синг        | Индија                    | 20,69 | 20,69 |  | 19,40 | 19,86 | x     | 19,86        |              |
| 20.   | Б     | Хусејин Атиџи         | Турска                    | 20,42 | 20,42 |  | 19,47 | 19,49 | 19,74 | 19,74        |              |
| 21.   | А     | Лајош Кирти           | Мађарска                  | 20,78 | 20,17 |  | 19,65 | x     | x     | 19,65        |              |
| 22.   | А     | Георги Иванов         | Бугарска                  | 20,33 | 20,33 |  | 19,42 | 19,40 | 19,63 | 19,63        |              |
| 23.   | Б     | Антоњин Жалски        | Чешка                     | 20,71 | 20,38 |  | x     | 19,62 | 19,49 | 19,62        |              |
| 24.   | А     | Кемал Месић           | Босна и Херцеговина       | 20,71 | 20,71 |  | 19,49 | x     | 19,60 | 19,60        |              |
| 25.   | А     | Михалис Стаматојанис  | Грчка                     | 20,36 | 19,70 |  | 18,67 | x     | 19,24 | 19,24        |              |
| 26.   | А     | Дејл Стивенсон        | Аустралија                | 20,63 | 20,63 |  | 18,38 | 19,17 | 19,01 | 19,17        |              |
| 27.   | Б     | Марис Уртанс          | Летонија                  | 21,63 | 21,63 |  | 18,92 | 19,13 | x     | 19,13        |              |
| 28.   | Б     | Ким Кристенсен        | Данска                    | 20,39 | 20,02 |  | 18,40 | x     | 19,13 | 19,13        |              |
| 29.   | Б     | Карл Мајерско         | Уједињено Краљевство      | 21,92 | 20,13 |  | 18,75 | 18,95 | x     | 18,95        |              |
| 30.   | Б     | Рајго Томпу           | Естонија                  | 20,20 | 20,04 |  | 18,87 | 18,91 | x     | 18,91        |              |
| 31.   | А     | Борха Вивас           | Шпанија                   | 20,18 | 20,06 |  | 18,46 | x     | 18,88 | 18,88        |              |
| 32.   | А     | Стивен Саенз          | Мексико                   | 20,08 | 20,08 |  | x     | 18,65 | x     | 18,65        |              |
| 33.   | Б     | Амин Никфар           | Иран                      | 20,05 | 19,51 |  | 18,62 | x     | x     | 18,62        |              |
| 34.   | Б     | Карлос Велиз          | Куба                      | 20,76 | 20,50 |  | 18,26 | x     | 18,57 | 18,57        |              |
| 35.   | Б     | Емануеле Фуамату      | Самоа                     | 19,46 | 19,46 |  | 17,78 | x     | x     | 17,78        |              |
| 36.   | А     | Один Бјерн Торстенсон | Исланд                    | 20,22 | 20,22 |  | x     | 17,04 | 17,62 | 17,62        |              |
| 37.   | А     | Адријатик Хоџа        | Албанија                  | 18,18 | 18,18 |  | 17,58 | x     | 17,13 | 17,58        |              |
| —     | Б     | Џастин Род            | Канада                    | 21,11 | 21,11 |  | x     | x     | x     | Нема пласман | Нема пласман |
| —     | Б     | Џанг Ђуен             | Кина                      | 20,41 | 20,16 |  | x     | x     | x     | Нема пласман | Нема пласман |
| —     | Б     | Андриј Семенов        | Украјина                  | 20,63 | 20,55 |  | x     | x     | x     | Нема пласман | Нема пласман |

### Финале
| Место | Атлетичар         | Земља                     | #1    | #2    | #3    | #4    | #5    | #6    | Резултат | Белешка |
| ----- | ----------------- | ------------------------- | ----- | ----- | ----- | ----- | ----- | ----- | -------- | ------- |
|       | Томаш Мајевски    | Пољска                    | 21,19 | 21,72 | 21,87 | х     | 21,72 | 21,89 | 21,89    | ЛРС     |
|       | Давид Шторл       | Немачка                   | 21,84 | 21,86 | 21,41 | х     | х     | 21,84 | 21,86    |         |
|       | Рис Хофа          | Сједињене Америчке Државе | 20,98 | 20,95 | 21,23 | 21,11 | 19,53 | х     | 21,23    |         |
| 4.    | Кристијан Кантвел | Сједињене Америчке Државе | 20,21 | 20,95 | х     | х     | 20,65 | 21,19 | 21,19    |         |
| 5.    | Дилан Армстронг   | Канада                    | 20,16 | 20,93 | 20,74 | х     | х     | 20,34 | 20,93    |         |
| 6.    | Херман Лауро      | Аргентина                 | 19,40 | 20,82 | 20,84 | 20,34 | 20,65 | х     | 20,84    | НР      |
| 7.    | Асмир Колашинац   | Србија                    | 20,18 | 20,71 | х     | 20,54 | 20,46 | х     | 20,71    |         |
| 8.    | Павел Лижин       | Белорусија                | 20,69 | х     | х     | 19,93 | 20,04 | х     | 20,69    | ЛРС     |
| 9.    | Рајан Вајтинг     | Сједињене Америчке Државе | 20,21 | 20,21 | 20,64 |       |       |       | 20,64    |         |
| 10.   | Доријан Скот      | Јамајка                   | 19,51 | 20,61 | х     |       |       |       | 20,61    |         |
| 11.   | Максим Сидоров    | Русија                    | х     | 20,41 | х     |       |       |       | 20,41    |         |
| 12.   | Чанг Минг Хванг   | Кинески Тајпеј            | 19,99 | х     | 19,64 |       |       |       | 19,99    |         |